# YIPF1
YIPF1‏ (Yip1 domain family member 1) هوَ بروتين يُشَفر بواسطة جين YIPF1 في الإنسان.